# L'Échelle de Flanders
L'Échelle de Flanders est un épisode de la série télévisée d'animation Les Simpson. Il s'agit du vingtième-et-unième et dernier épisode de la vingt-neuvième saison et du 639e épisode de la série.

## Synopsis
Bart fait une mauvaise blague à Lisa lui faisant croire à un test d'intelligence. Lisa trouve le test de labyrinthe facile, mais une image de monstre qui surgit la fait sursauter et elle tombe à la renverse dans le panier à linge sale de Bart. Celui-ci la prend alors en photo et la poste sur internet. Elle s'énerve et jure de se venger, mais Bart poste d'autres photos d'elle gênantes. La foudre frappe soudain la maison qui n'est plus connectée à internet, Marge et Homer décident de regarder des vieilles vidéos VHS. Le magnétoscope se bloque et voyant que l'internet des Flanders fonctionne, Homer et Bart ont l'idée de voler leur routeur. Après avoir été frappé par la foudre, Bart tombe dans un coma profond. Une fois à l'hôpital, pour se venger, Lisa lui fait vivre un véritable cauchemar en lui parlant de personnes mortes. Bart se retrouve alors entouré de fantômes qui lui demandent de les aider à se venger pour pouvoir réellement s'en aller en paix.

## Réception
Lors de sa première diffusion l'épisode a attiré 2,10 millions de téléspectateurs.